# 大井機関区
大井機関区（おおいきかんく）とは、東京都品川区にある日本貨物鉄道（JR貨物）関東支社の車両基地及び乗務員基地である。
東海道本線（東海道貨物線）東京貨物ターミナル駅内に併設されており、機関車と貨車の検修も行われる。かつては運転士のみが所属して車両の配属は無かったが、2002年に世界初となる動力分散式コンテナ貨物電車（M250系貨物電車）が配属された。

## 所在地
東京都品川区八潮3丁目3番22号

## 配置車両の車体に記される略号
「大井」または「タミキク」
※M250系貨物電車に標記された略号（貨東タミキク）は貨車標記に準ずる独自のものである。

## 所属車両
2020年3月現在の所属車両である。

### 電車
- M250系貨物電車
  - 42両が配置され、16両編成を2本組み、残り10両がバラ予備となる。編成は各車両の検査などにより適宜組み替えられるため、固定されていない。東京貨物ターミナル〜安治川口間で運用される。